# Heuweg (Altenthann)
[[Datei:|mini|]]
Heuweg ist ein Gemeindeteil von Altenthann im Oberpfälzer Landkreis Regensburg.

## Geographie
Das Kirchdorf liegt an der Staatsstraße 2145 zwischen Oberlichtenwald und Roidhof ca. 4 km südlich von Altenthann.

## Geschichte
Heuweg war Gemeindesitz der durch das bayerische Gemeindeedikt 1818 gegründeten Gemeinde Lichtenwald. Ortsbildprägend ist die Herz-Jesu-Kirche aus dem Jahr 1920. Die Gemeinde Lichtenwald im Landkreis Regensburg wurde im Zuge der Gebietsreform in Bayern zum Jahresbeginn 1978 in die Gemeinde Altenthann eingegliedert. Sie bestand aus den sechs Gemeindeteilen Heuweg, Oberlichtenwald, Schmatzhäusl, Spitz, Thiergarten und Unterlichtenwald.